# Ľuboš Reiter
Pour les articles homonymes, voir Reiter.
Ľuboš Reiter était un footballeur international slovaque né le 3 décembre 1974 à Stropkov. Il évolue au poste d'attaquant central.

## Carrière
- 1995-1996 :  MŠK Tesla Stropkov
- 1996-1998 :  1. FC Tatran Prešov
- 1998-2001 :  MŠK Žilina
- 2001-2005 :  SK Sigma Olomouc
- 2005 :  Fire de Chicago
- 2006-2008 :  Artmedia Petržalka
- 2007 :  Slavia Prague (prêté par l'Artmedia Petržalka)

## Palmarès
- Champion de Slovaquie : 2002 avec le MŠK Žilina